# Интимак (Талдикорганська міська адміністрація)
Интима́к (каз. Ынтымақ) — село у складі Талдикорганської міської адміністрації Жетисуської області Казахстану. Входить до складу Отенайського сільського округу.
У радянські часи село називалося База заготскот Утенай, або База Заготскот.
Населення — 1576 осіб (2021; 273 у 2009, 205 у 1999, 151 у 1989).